# Exetastes tarsalis
Exetastes tarsalis là một loài tò vò trong họ Ichneumonidae.